# 1945: Tres dones
1945: Tres dones (títol original en neerlandès, Het verloren transport; distribuït en anglès com a Lost Transport) és una pel·lícula de 2022 dirigida per Saskia Diesing i protagonitzada per Hanna van Vliet, Bram Suijker, Eugénie Anselin i Anna Bachmann. La pel·lícula explica la història del comboi ferroviari de l'Holocaust de 1945 conegut com a Tren perdut. Aquest comboi estava format per més de dos mil presoners de Bergen-Belsen i va quedar encallat al poble alemany de Tröbitz després de la Segona Guerra Mundial. La història l'explica deliberadament Saskia Diesing des de la perspectiva femenina. S'ha doblat i subtitulat al català central i al valencià.